# Richard Hagel

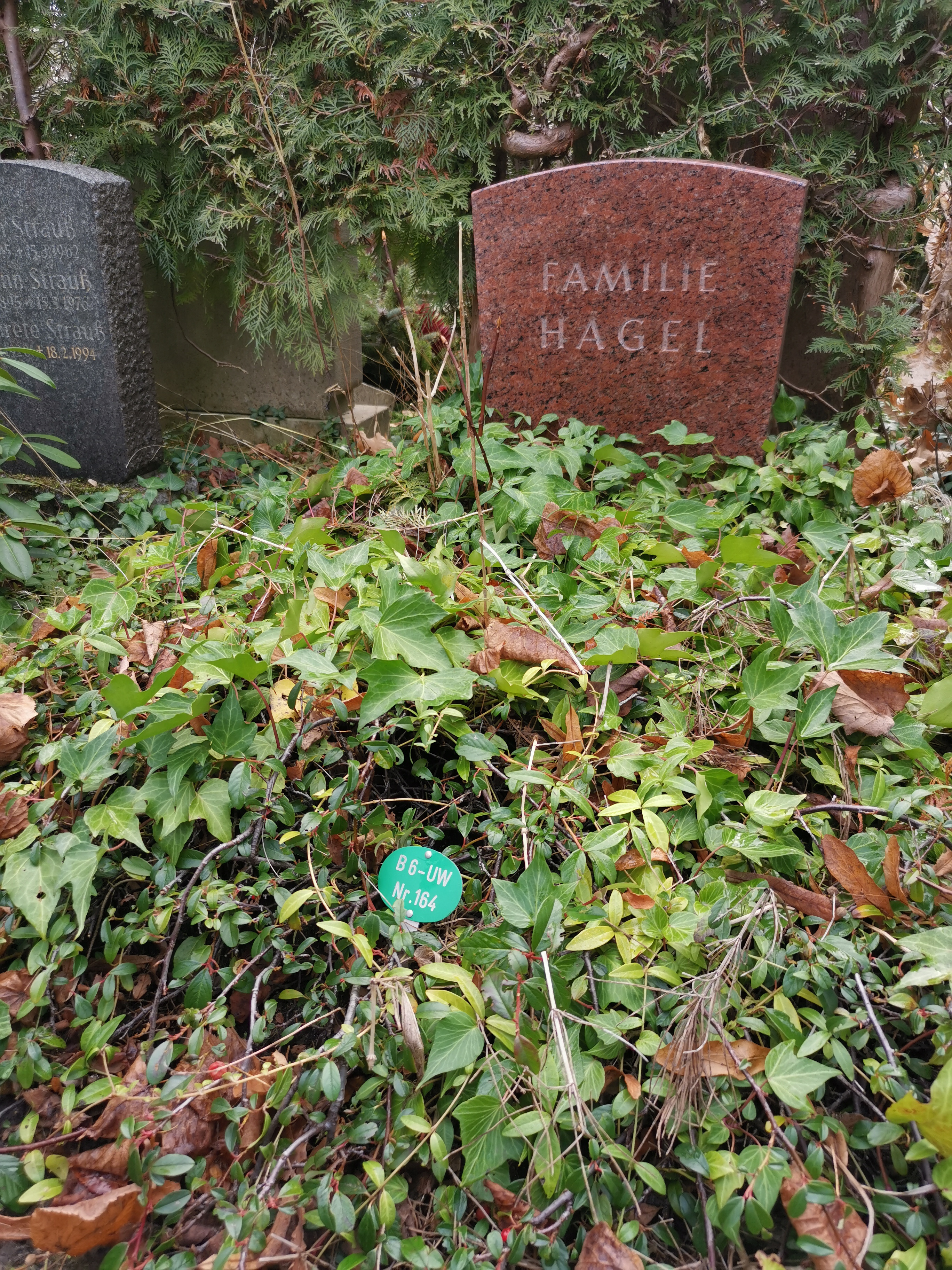
Grab auf dem Friedhof Berlin-Wilmersdorf

Richard Johann Albert Hagel (* 7. Juli 1872 in Erfurt; † 1. Mai 1941 in Berlin) war ein deutscher Geiger und Dirigent. 

## Leben
Hagel wurde von seinem Vater Karl Hagel unterrichtet und wirkte als Geiger, Kapellmeister und Musiklehrer. Von 1898 bis 1900 studierte er am Königlichen Konservatorium der Musik zu Leipzig. Danach war er bis 1902 Dritter Kapellmeister und von 1902 bis 1910 Erster Kapellmeister am Leipziger Stadttheater. Von 1906 bis 1909 war er außerdem Präsident des Riedel-Vereins der Stadt. 1909 gründete er den Philharmonischen Chor Leipzig, den er mit einer Unterbrechung bis 1914 leitete.
In Braunschweig hatte Hagel von 1911 bis 1914 die Stelle des Hofkapellmeisters inne und war von 1915 bis 1918 Opernleiter am Staatstheater Braunschweig. Von 1919 bis 1925 war er Dirigent der Berliner Philharmoniker. Daneben unterrichtete er an der Staatlichen Akademie für Kirchen- und Schulmusik.
Zum 1. April 1933 trat er der NSDAP bei (Mitgliedsnummer 1.576.901).